# Махакумбуккадавала (підрозділ окружного секретаріату)
Підрозділ окружного секретаріату Махакумбуккадавала — підрозділ окружного секретаріату округу Путталам, Північно-Західна провінція, Шрі-Ланка. Складається з 25 Грама Ніладхарі.